# 致理科技大學
致理科技大學（英語：Chihlee University of Technology），簡稱致理、致理科大、CLUT，創立於1965年，前身為致理商專、致理技術學院，是一所位於臺灣新北市板橋區以及淡水區的私立科技大學。校名取法自《禮記·大學》「致知明理」之義。

## 學校沿革

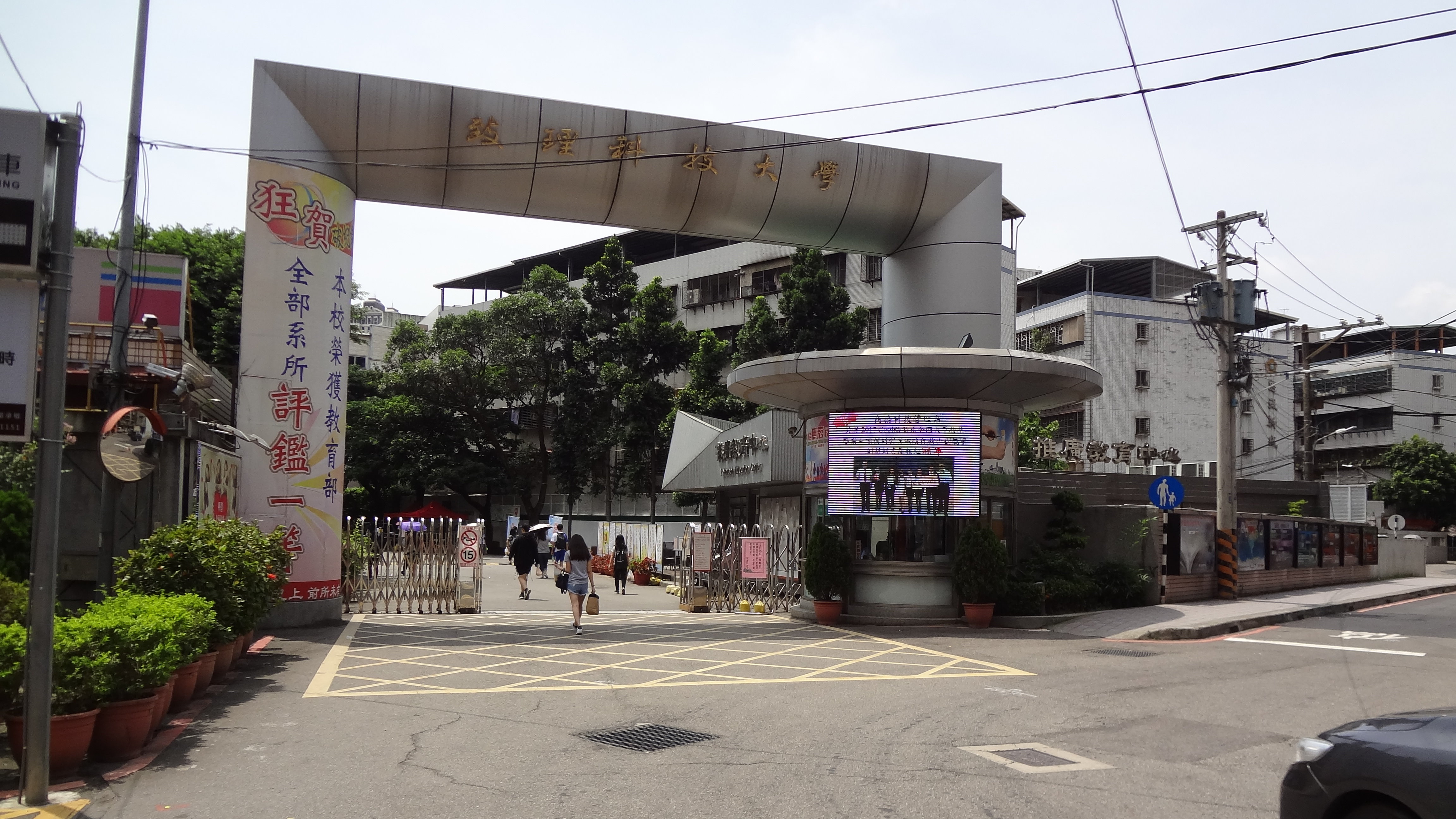
致理科技大學大門

1965年9月「致理商業專科學校」創校，初設國貿、企管、銀保、會計四科。始以任覺五先生為首任董事長，敦聘覃吉生先生為首任校長。
1968年10月設立二年制專科技藝部。
1971年8月招收夜間部二專。
1975年董事會改組，推選梁秉權先生接任董事長。
1998年8月成立附設進修學校。
2000年8月改制為「致理技術學院」。
2001年8月成立附設進修學院。
2007年8月增設服務業經營管理研究所。
2008年8月增設服務業經營管理研究所在職專班。
2009年8月商業自動化與管理系改名商務科技管理系。停招資訊網路技術系、財經法律系。
2011年8月運動健康與休閒系改名休閒遊憩管理系。
2013年1月董事會改選梁聖時先生接任董事長。8月，服務業經營管理研究所改名企業管理系服務業經營管理碩士班（含碩士在職專班）。
2014年9月增設國際貿易系日間部碩士班。調整學群架構，原商業與管理學群改名商務管理學群；原資訊學群改名創新設計學群；原人文與生活應用學群改名商貿外語學群。國際貿易系自原商業與管理學群改隸商貿外語學群；休閒遊憩管理系自原人文與生活應用學群改隸商務管理學群。
2015年8月奉准改名為「致理科技大學」。停招保險金融管理系。
2019年取消企業管理系服務業經營管理碩士班在職專班金融科技組分組。

## 歷任校長
| 任別 | 姓名   | 任期          | 備註  |
| ---- | ------ | ------------- | ----- |
| 1    | 覃吉生 | 1965年-?      |       |
| 2    | 解宏賓 | ?-?           |       |
| 3    | 何伯超 | ?-1988年      | [ 1 ] |
| 4    | 陳寬強 | 1988年-1994年 | [ 2 ] |
| 5    | 張長芳 | 1994年-2001年 |       |
| 6    | 楊極東 | 2001年-2004年 | [ 3 ] |
| 7    | 朱自力 | 2004年-2006年 | [ 4 ] |
| 8    | 尚世昌 | 2006年-2019年 |       |
| 9    | 陳珠龍 | 2019年-至今   | [ 5 ] |

## 行政單位
| 行政單位 | 校長室               | 副校長室               |
| 行政單位 | 教務處               | 學生事務處             |
| 行政單位 | 總務處               | 研究發展處             |
| 行政單位 | 職涯發展暨校友服務處 | 國際暨兩岸交流處       |
| 行政單位 | 進修部               | 圖書資訊處             |
| 行政單位 | 秘書室               | 人事室                 |
| 行政單位 | 會計室               | 軍訓室                 |
| 行政單位 | 推廣教育處           | 教學發展處             |
| 行政單位 | 環境安全衛生處       | 校際合作處(招生服務處) |
| 行政單位 | 校務永續發展處       |                        |

## 教學單位
| 商務管理學院 | 商務智慧與創新研究所 | 企業管理學系暨服務業經營管理碩士班 | 財務金融學系     |
| 商務管理學院 | 會計資訊學系         | 行銷與流通管理學系                 | 休閒遊憩管理學系 |

| 創新設計學院 | 資訊管理學系 | 商務科技管理學系 | 多媒體設計學系 |

| 商貿外語學院 | 國際貿易學系、國際貿易學系研究所碩士班 | 應用英語學系 | 應用日語學系 |

| 通識教育學部 |
| ------------ |

## 海外關係

### 全球姊妹校
目前已與全球54所大學（2022年5月為止）簽訂為姊妹校，名單網羅各國學校，遍及亞、歐、美、澳、非，並持續增加中。
美洲
- 美国：
  - 匹茲堡州立大學
  - 加利福尼亞多明尼克大學
  - 美國加州高級管理學院
  - 印第安納理工學院
  - 密蘇里州立大學
  - 中阿肯色大學
  - 西南明尼蘇達州立大學
  - 明尼蘇達聖瑪麗大學
  - 舊金山州立大學
  - 美國州立曼徹普立敦大學
  - 漢弗萊斯大學

歐洲
- 英国：
  - 利茲三一大學
  - 諾丁漢大學
  - 巽德蘭大學
  - 赫德斯菲爾德大學
  - 密德薩斯大學
- 法國：
  - Ecole hôtelière ESH Paris
- 德国：
  - Freie Evangelische Beckenntnisschule Breman High School高中
- 爱尔兰：
  - 愛爾蘭國家學院
- 西班牙：
  - 羅維拉-威爾吉利大學

東亞
- 日本：
  - 關西大學綜合情報學部
  - 岡山理科大學
  - 倉敷藝術科學大學
  - 千葉科學大學
  - 吉備國際大學
  - 創價大學
  - 桃山學院大學
  - 北海道文教大學
  - 大阪觀光大學
  - 神戶國際大學
- ：
  - 東明大學
- 中国：
  - 上海工商職業技術學院
  - 上海思博職業技術學院
  - 上海應用技術大學
  - 大連職業技術學院
  - 大連藝術學院
  - 山東工商學院
  - 天津城建大學
  - 北京科技職業學院
  - 北京財貿職業學院
  - 四川商務職業學院
  - 成都大學
  - 南昌職業大學

東南亞、大洋洲
- ：
  - 坎培拉大學
- 新西兰：
  - 奧克蘭商學院 （页面存档备份，存于）
- 越南：
  - Hue University-College of Foreign Languages
  - 胡志明市教育大學
  - 峴港大學
  - 胡志明市技術師範大學
  - 河內經營管理大學
  - 河內國家大學所屬社會人文科學大學
  - 河內大學
  - 河內首都大學
  - 太平大學
  - 太原中學
  - 胡志明市經濟大學
  - 胡志明市國家大學社會與人文科學大學
- 印度尼西亞：
  - Politeknik Perkapalan Negeri Surabaya
  - State Polytechnic Bengkalis
- 菲律賓：
  - 八打雁州立大學
  - 宿霧醫學大學
- 泰國：
  - 拉加芒加拉科技大學
  - 普吉皇家大學
  - 清邁皇家大學
  - 泰國商會大學
  - 宣素那他皇家大學

## 外部連結
- 致理科技大學 （页面存档备份，存于）
- 耕心小站 （页面存档备份，存于）
- 致理幸福農學市集官方網站 （页面存档备份，存于）
- 〈台北都會〉致理志工 幫泰北小校做畢業紀念冊 （页面存档备份，存于）
- 台灣童玩世界發光 致理奪4德國紅點獎 （页面存档备份，存于）

## 歷年日間部師生比及新生註冊率
- 110學年度日間部學生人數8262，專任老師人數270，日間部師生比30.6（學生數/老師數）。

- 112學年度新生註冊率96.28%。
- 113學年度新生註冊率99.5%。